# Parafia św. Rozalii w Podgórzu
Parafia św. Rozalii w Podgórzu – jedna z 10 parafii rzymskokatolickich dekanatu sienneńskiego diecezji radomskiej.

## Historia
Kościół wybudowano w latach 1988–1990 staraniem ks. Bogdana Rosiewicza. Parafia została erygowana 1 stycznia 1991 przez bp. Edwarda Materskiego z wydzielonego terenu parafii Bałtów i Ruda Kościelna. Kościół jest budowlą jednonawową, zbudowaną z cegły i pustaków.

## Zasięg parafii
Do parafii należą wierni z miejscowości: Boria, Lemierze, Podgórze, Wycinka, Ulów.

## Proboszczowie
- 1991–2000 – ks. Bogdan Rosiewicz
- 2000–2007 – ks. Zbigniew Bieńkowski
- 2007–2010 – ks. Mirosław Janowski
- od 2010 – ks. Edward Kania